# Ratpenat frugívor amazonià
El ratpenat frugívor amazonià (Artibeus planirostris) és una espècie de ratpenat que es troba a l'Argentina, el Brasil, Colòmbia, el Paraguai i Veneçuela.